# Armoriale dei comuni della provincia di Benevento

Stemma della Provincia di Benevento

Questa pagina contiene le armi (stemmi e blasonature) dei comuni della provincia di Benevento.
| Stemma | Comune e blasonatura | Gonfalone e bandiera |
| ------ | --- | -------------------- |
|        | Airola D'azzurro il campo, torre a due palchi merlata alla guelfa, con cinque merli per palco, con porta e finestra di nero, coperta da una cupoletta su cui è infissa croce latina trifogliata. Lateralmente al secondo palco, due leoncini d'oro rampanti affrontati. Essa torre fondata a sommità di tre colline tondeggianti declivanti al centro, le esterne celanti parzialmente quella centrale. Ornamenti di città e sotto lo scudo lista bifida svolazzante di azzurro contenente la scritta CAUDINAE VALLIS CIVITAS. Gonfalone: drappo partito di giallo e di verde… |                      |
|        | Amorosi |                      |
|        | Apice Lo stemma del comune ha lo sfondo azzurro con tre colli che stanno per 3 frazioni, sormontati ciascuno da 2 fiammelle di colore rosso, arancione e giallo. Ai piedi delle 3 colline vi è una via e un manto d'erba. Lo scudo è contornato sotto con due rami di ulivo legati alla base da un nastro rosso e sopra vi è una corona dorata con 5 punte. (D'argento, a tre monti di verde moventi dalla punta dello scudo, stemma riconosciuto con D.C.G. del 15 maggio 1931) Gonfalone: Drappo di colore azzurro, ornato con ricami argentati. Sopra vi è scritto COMUNE DI APICE dorato e al centro vi è lo stemma. |                      |
|        | Apollosa Le caratteristiche dello stemma e del gonfalone sono: uno scudo con bordo dorato e con sovrastante una corona turrita, anch'essa dorata. Al centro dello scudo, su un fondo verde e azzurro, è rappresentato il dio Apollo recante una lira nella mano sinistra. Gonfalone: Drappo di bianco… |                      |
|        | Arpaia Lo stemma del Comune è costituito da due torri ed un emblema sovrastato da una corona sottoscritta CAUDIUM. Gonfalone: Drappo di azzurro… |                      |
|        | Arpaise Campo azzurro con tiglio e leone rampante su prato verde. Gonfalone: Drappo di colore azzurro, riccamente ornato di ricami dorati e caricato dello stemma sopra descritto con l'iscrizione centrata in oro: COMUNE DI ARPAISE. |                      |
|        | Baselice Lo stemma rappresenta una corona che si compone di due cordate sui margini, sostenute da una cinta muraria a sedici porte (arcate), di cui nove visibili, ciascuna sormontata da una merlatura a coda di rondine. La corona sovrasta un leone rampante di colore oro, poggiato, con la zampa posteriore sinistra, sullo scaglione che rappresenta l'origine di Baselice. Sottostante vi è uno scaglione di colore argento a punta. Alla base c'è il simbolo di una pergamena con la scritta "Baselice". Lo scudo è circondato da una corona d'alloro, a foglie argentate, simbolo della Repubblica. Gonfalone: Il gonfalone è formato da un drappo di colore azzurro e bianco, riccamente ornato di ricamo d'argento, avente, ai lati, due cordoni e, nel mezzo, stampato lo stemma civico. |                      |
|        | Benevento Su scudo ennagonale a testa di cavallo, inquartato di rosso e di argento, al capo d'oro, caricato dal cinghiale al naturale, fermo sulla linea di partizione, cinghiato di rosso. Lo scudo è sormontato dalla corona di principe; sotto lo scudo, su lista bifida e svolazzante d'oro, la sigla S.P.Q.B. nella prima riga, le parole CONCORDES IN UNUM nella seconda riga, sigla e parole in lettere maiuscole di nero. Gonfalone: drappo di rosso… D.P.R. del 27 dicembre 1990 in sostituzione del D.C.G. del 24 aprile 1941. |                      |
|        | Bonea |                      |
|        | Bucciano Concessione stemma con D.P.R. nº 664 del 19 dicembre 1991 Gonfalone: drappo partito di giallo e di azzurro… Concessione gonfalone con D.P.R. nº 664 del 19 dicembre 1991 |                      |
|        | Buonalbergo D'azzurro, alla torre di tre palchi, scalinata di tre, d'oro, murata di nero, chiusa dello stesso, ogni palco finestrato di una, di nero, e merlato alla guelfa di cinque; la torre fondata sulla campagna diminuita, di verde, e sostenuta da due leoni controrampanti, d'oro, allumati di rosso, il leone a destra poggiante le zampe anteriori sulla torre, la zampa posteriore sinistra sul gradino mediano, quella posteriore destra sulla campagna; il leone a sinistra poggiante le zampe anteriori sulla torre, la zampa posteriore destra sul gradino mediano, quella posteriore sinistra sulla campagna. Ornamenti esteriori da Comune. Gonfalone: Drappo di giallo con la bordatura di azzurro. |                      |
|        | Calvi Lo stemma è composto da un leone rampante con daga nella zampa destra anteriore, di color oro su fondo celeste sormontato da torre merlata dorata. Gonfalone: Il gonfalone ha le stesse caratteristiche su fondo rosso racchiuso da fronte di quercia e alloro. |                      |
|        | Campolattaro |                      |
|        | Campoli del Monte Taburno D'azzurro, al massiccio montuoso al naturale, sorgente dalla punta, accompagnato in capo da tre stelle d'argento, male ordinate, ed attraversato da una fascia d'argento caricata dalle lettere maiuscole CAM di nero, accostate da due stelle d'azzurro. Ornamenti esteriori da Comune. Gonfalone: Drappo di colore azzurro, riccamente ornato di ricami d'argento e caricato dello stemma sopra descritto con l'iscrizione centrata in argento: COMUNE DI CAMPOLI DEL MONTE TABURNO. Le parti di metallo ed i cordoni saranno argentati. L'asta verticale sarà ricoperta di velluto azzurro con bullette argentate poste a spirale. Nella freccia sarà rappresentato lo stemma del Comune e sul gambo inciso il nome. Cravatta e nastri ricolorati dai colori nazionali frangiati d'argento. D.P.R. del 3 luglio 1958 |                      |
|        | Casalduni D'argento, alla fascia d'azzurro, con un ulivo sradicato al naturale, sul tutto; con il capo bandato d'oro e di rosso. Gonfalone: Drappo partito di azzurro e di rosso… |                      |
|        | Castelfranco in Miscano D'azzurro, alla torre quadrata di tre piani d'oro, aperta e finestrata di tre del campo, cimata di tre fiamme di rosso e fondata su pianura erbosa di verde. D.C.G del 10 gennaio 1930 Gonfalone: drappo d'azzurro… |                      |
|        | Castelpagano Lo stemma del comune, ufficialmente rappresentato sul gonfalone, è costituito da una bilancia a bracci uguali. |                      |
|        | Castelpoto |                      |
|        | Castelvenere D'argento, al castello triturrito, quella centrale più bassa, di rosso, aperto del campo, murato di nero, le torri finestrate ciascuna di uno dello stesso, merlate alla guelfa di tre. D.P.R. n. 648 del 28 febbraio 1984 Gonfalone: drappo di rosso… |                      |
|        | Castelvetere in Val Fortore D'azzurro, al castello d'argento, torricellato di tre pezzi, merlati alla guelfa, chiuso, finestrato e murato di nero; ai lati del castello due leoni d'oro contro rampanti; il tutto fondato su collina di verde. Ornamenti esteriori da Comune. Gonfalone: drappo partito di giallo e d'azzurro riccamente ornato di ricami d'argento e caricato dello stemma sopra descritto con la iscrizione centrata in argento: Comune di Castelvetere in Val Fortore. Le parti e i cordoni saranno argentati. L'asta verticale sarà ricoperta di velluto dei colori del drappo, alternati, con bullette argentate poste a spirale. Nella freccia sarà rappresentato lo stemma del Comune e sul gambo inciso il nome. Cravatta e nastri tricolorati dai colori nazionali frangiati d'argento. Concessione stemma e gonfalone con D.P.R. del 4 maggio 1983 |                      |
|        | Cautano Forma ottagonale, con banda orizzontale, tre stelle, scritta CCAV. Gonfalone: Drappo di azzurro… |                      |
|        | Ceppaloni |                      |
|        | Cerreto Sannita Gonfalone: Drappo di azzurro… |                      |
|        | Circello D'azzurro, al genio alato d'argento tenente, con le braccia alzate sulla testa, una ruota carica di tre spighe di grano legate a mazzo. D.C.G. del 3 ottobre 1932 Gonfalone: Di colore giallo, reca al centro lo stemma e in alto la scritta in oro dittante "Comune di Circello"; si completa con il nastro tricolore (verde, bianco e rosso). |                      |
|        | Colle Sannita D'azzurro, al colle al naturale sostenente due torri aperte, finestrate e merlate sormontate ciascuna da una stella d'oro di otto raggi [Capo del Littorio]. Ornamenti esteriori da Comune. D.C.G del 9 marzo 1935 Gonfalone: drappo di colore rosso (porpora) bordato d'azzurro… R.D. del 19 gennaio 1940 |                      |
|        | Cusano Mutri |                      |
|        | Dugenta Gonfalone: drappo partito di giallo e di azzurro… |                      |
|        | Durazzano Di azzurro, all'aquila di nero, rostrata e armata d'oro, allumata e linguata di rosso, posta nel punto d'onore, accompagnata da due leoni d'oro, allumati e linguati di rosso, affrontati, con le teste all'altezza della coda dell'aquila, il leone posto a destra con la zampa posteriore destra sostenuta dal colle a destra del monte alla tedesca di tre colli, fondato in punta, di verde, il leone posto a sinistra con la zampa posteriore sinistra sostenuta dal colle a sinistra del detto monte alla tedesca. Ornamenti esteriori da Comune. Concessione stemma con D.P.R. del 12 marzo 2004 Gonfalone: Drappo di giallo bordato di azzurro… Concessione gonfalone con D.P.R. del 12 marzo 2004 |                      |
|        | Faicchio Una mano destra che regge una torcia accesa su campo bianco poggiato su campo azzurro, con al di sopra la sommità di un torrione, ai lati due rami d’alloro legati alla base con un nastro rosso, e la scritta in alto “Comune di” e in basso “Faicchio”. Gonfalone: drappo di azzurro… |                      |
|        | Foglianise Lo stemma del Comune è costituito da un arbusto munito di sette foglie, la centrale in alto lanceolata quelle laterali foggiate a guisa di mezzelune e poste a ventaglio. Gonfalone: drappo di verde… |                      |
|        | Foiano di Val Fortore Di azzurro, alle lettere maiuscole F e M, d'oro, la F sostenuta dalla M, questa di forma arcaica, sormontate dalla lista bifida e svolazzante, di argento, caricata dalle parole FEUDUM MAZZOCCAE, in lettere maiuscole di nero. Ornamenti esteriori da Comune. Gonfalone: drappo di giallo D.P.R. del 14 luglio 2008 |                      |
|        | Forchia D'azzurro a due monti di verde, moventi dai lati dello scudo, declinanti verso il centro; alla forca caudina di tre lance con le punte d'argento e manicate di legno, piantate nella campagna di verde, sotto la quale passa un soldato romano con le mani legate dietro la schiena. Concessione stemma con D.P.R. del 14 gennaio 1954 |                      |
|        | Fragneto l'Abate |                      |
|        | Fragneto Monforte Di azzurro, alla quercia con la chioma di verde, ghiandifera di dieci d'oro, fustata al naturale, nodrita sul colle all'italiana di verde, fondato in punta, unito a due simili colli, fondati in punta, di verde, uno a destra, l'altro a sinistra. Sotto lo scudo, su lista bifida e svolazzante di azzurro, il motto in lettere maiuscole d'oro, DURIORA CONCOXIT. Ornamenti esteriori da Comune Concessione stemma con D.P.R. del 28 gennaio 2004 Gonfalone: Drappo di giallo con la bordatura di azzurro… Concessione gonfalone con D.P.R. del 28 gennaio 2004 |                      |
|        | Frasso Telesino D’azzurro, all’albero di frassino di verde, fruttato d’oro, fustato al naturale, nodrito sulla pianura diminuita di verde, cimato dalla colomba d’argento. Ornamenti esteriori di Comune Gonfalone: Drappo di bianco bordato di azzurro… |                      |
|        | Ginestra degli Schiavoni D.C.G del 18 marzo 1936 |                      |
|        | Guardia Sanframondi [lo stemma] …che mostra tre torri con merlature rettangolari, dette alla guelfa, con alla base vani di porte, piantate su tre picchi di un monte. Sulla torre centrale vi è, di profilo, un volatile che regge con la zampa sinistra un sasso. Il tutto è racchiuso in una figura ovale circondata da fregi e sormontata da una corona ducale Gonfalone: Esso è di forma rettangolare e nella parte inferiore ha due insenature che formano tre corpi avanzati a forma di merli, ha il colore blu marino di fondo con al centro lo stemma, anch'esso su fondo blu, sormontato dalla scritta "Comune di Guardia Sanframondi" e attorniato a destra e a sinistra, rispettivamente, da un ramo di quercia e da uno di olivo tenuti insieme da un nastro rosso |                      |
|        | Limatola Il sigillo comunale mostra un braccio che impugna una lima |                      |
|        | Melizzano |                      |
|        | Moiano |                      |
|        | Molinara Gonfalone: drappo di azzurro… |                      |
|        | Montefalcone di Val Fortore Falco posato su monte circondato da alloro sormontato da corona Gonfalone: Il gonfalone è costituito da un drappo di colore azzurro, al centro del quale è posto lo stemma dell'ente |                      |
|        | Montesarchio Scudo recante il disegno d'Ercole, rivestito di un lenzuolo che ricopre soltanto il suo basso ventre, accompagnato da un leone, con, sullo sfondo, un paesaggio composto da un albero di basso fusto, alla sua destra, e, alla sua sinistra, i resti di un'antica torre cilindrica di piccole dimensioni. Il cielo è azzurro, con una nuvoletta bianca sullo sfondo. Il fondo campo è verde. Sotto lo "scudo" vi è una striscia con la scritta: "Hercules alexicacos" Gonfalone: Drappo di azzurro… |                      |
|        | Morcone Lo stemma rappresenta un leone rampante e la rosa Gonfalone: drappo di azzurro… |                      |
|        | Paduli Tre monti di colore chiaro, su fondo azzurro , sormontati da una corona |                      |
|        | Pago Veiano D'argento, al pavone roteante, al naturale D.C.G. del 10 novembre 1929 Concessione gonfalone con R.D. del 17 ottobre 1929, RR.LL.PP. del 26 novembre 1931 |                      |
|        | Pannarano Un braccio nerboruto nel cui pugno chiuso stringe un papiro avvolto, il tutto sovrastante cime montagnose su sfondo azzurro Gonfalone: drappo di azzurro… |                      |
|        | Paolisi D'argento, all'albero sradicato e fruttato al naturale R.D. del 10 giugno 1929, RR.LL.PP. del 9 ottobre 1930 |                      |
|        | Paupisi |                      |
|        | Pesco Sannita Leone rampante in campo azzurro su tre colli, sormontato da un diadema a cinque punte Gonfalone: drappo di azzurro… |                      |
|        | Pietraroja D.C.G del 9 marzo 1935 Concessione gonfalone con R.D. del 7 gennaio 1938, RR.LL.PP. del 3 novembre 1939 |                      |
|        | Pietrelcina D'azzurro, all'elce di verde, fustato al naturale, nodrito sul colle centrale del monte alla tedesca di tre colli, di verde, fondato in punta, il tronco accollato dal serpente di nero, di quattro spire, la coda attraversante il colle centrale del monte, esso serpente fissante il sole d'oro, posto a terra a mezz'altezza. Ornamenti esteriori da Comune |                      |
|        | Ponte |                      |
|        | Pontelandolfo Ponte a tre archi su cui si erge un guerriero longobardo, con elmo sulla testa cinta da una fascia, con lo scudo nella mano sinistra, la corazza ed una lunga lancia nella mano destra |                      |
|        | Puglianello Troncato: nel PRIMO, d'oro, alle otto spade di azzurro, poste a raggiera, con le punte convergenti in cuore; nel SECONDO, di rosso, al castello di argento, formato da due torri rotonde, prive di merli, finestrate di una ciascuna, di nero, riunite dalla cortina di muro, priva di merli, chiusa di nero. Ornamenti esteriori da Comune D.P.R. 25 marzo 1998 Gonfalone: drappo troncato di rosso e di giallo… |                      |
|        | Reino Gonfalone: drappo di azzurro… |                      |
|        | San Bartolomeo in Galdo di rosso, alla figura di San Bartolomeo Apostolo di carnagione, capelluto e barbuto di argento, aureolato d'oro, vestito con la tunica di azzurro e col manto posto in sbarra dalla spalla sinistra al fianco destro, di nero, tenente con la mano sinistra la pelle, simbolo dell'avvenuto martirio, d'oro, su cui traspare il viso del Santo, posta in sbarra alzata, i piedi di carnagione calzati con sandali di cuoio al naturale Gonfalone: drappo azzurro riccamente ornato di ricami d'argento e caricato dello stemma sopra descritto con la iscrizione centrata in argento, recante la denominazione del Comune. Le parti di metallo ed i cordoni saranno argentati. L'asta verticale sarà ricoperta di velluto azzurro, con bullette argentate poste a spirale. Nella freccia sarà rappresentato lo stemma del Comune e sul gambo inciso il nome. Cravatta con nastri tricolorati dai colori nazionali frangiati d'argento D.P.R. del 2 ottobre 1989 |                      |
|        | San Giorgio del Sannio Raffigurante San Giorgio a cavallo che trafigge il drago e recante il motto : ‹Deo duce ferro comite› Gonfalone: drappo d'azzurro… |                      |
|        | San Giorgio La Molara |                      |
|        | San Leucio del Sannio Gonfalone: drappo partito di bianco e di rosso… |                      |
|        | San Lorenzello graticola con palma e fiaschetta racchiusa in un cerchio di colore giallo e arancione Gonfalone: drappo tagliato di giallo e di rosso… |                      |
|        | San Lorenzo Maggiore |                      |
|        | San Lupo |                      |
|        | San Marco dei Cavoti D'azzurro al leone d'oro, sostenente con le branche anteriori un libro aperto, al naturale, con la leggenda « PAX TIBI MARCE » nella prima facciata e nell'altra « EVANGELISTA MEVS », il leone posto sopra la cima di sinistra di un monte di tre colli di verde, movente dalla punta D.C.G. del 12 gennaio 1929 Gonfalone: drappo di azzurro… |                      |
|        | San Martino Sannita Gonfalone: drappo troncato di azzurro e di giallo… |                      |
|        | San Nazzaro d'argento, alle lettere di nero S e N disposte in fascia ed accostate da due X una in capo, l'altra in punta. Il capo è inoltre caricato da sette piccoli circoli di nero disposti due, tre, due; quello del canton destro del capo, addestrato da tre foglioline. Ornamenti esteriori da comune D.P.C.M. dell'8 maggio 1963 Gonfalone: drappo di azzurro… |                      |
|        | San Nicola Manfredi D.P.R. nº 3727 del 6 agosto 1988 |                      |
|        | San Salvatore Telesino scudo sannitico d'azzurro, figura di Cristo Salvatore con braccio destro in atteggiamento benedicente e recante nel palmo della mano sinistra il mondo su torri merlate di Telesia e lista bifida svolazzante in oro recante la scritta “Salvator Mundi”, sormontata dalla corona turrita e circondato da un ramo di quercia ed uno di alloro |                      |
|        | Sant'Agata de' Goti Inquartato; nel primo e nel quarto di rosso pieno, nel secondo e nel terzo d'argento pienoo, sormontato da una corona d'oro e posto su campo azzurro. |                      |
|        | Sant'Angelo a Cupolo Di azzurro, ai due monti di verde, all'Arcangelo Michele librato D.P.C.M. del 14 ottobre 1958 Gonfalone: Drappo di colore azzurro, riccamente ornato di ricami d'argento e caricato dello stemma sopra descritto con l'iscrizione centrata in argento: COMUNE DI SANT'ANGELO A CUPOLO D.P.C.M. del 14 ottobre 1958 |                      |
|        | Sant'Arcangelo Trimonte D'azzurro, caricato in punta da un monte all'italiana di tre cime d'argento, la centrale più elevata e cimata di tre spighe d'oro poste a ventaglio. Ornamenti esteriori da Comune. D.P.R. 16 febbraio 1977 Gonfalone: drappo troncato di bianco e di giallo riccamente ornato di ricami d'argento e caricato dello stemma sopra descritto con la iscrizione centrata in argento: Comune di Sant'Arcangelo Trimonte. D.P.R. n. 422 dell'11 febbraio 1977 |                      |
|        | Santa Croce del Sannio |                      |
|        | Sassinoro Gonfalone: drappo di azzurro… |                      |
|        | Solopaca Campo d'azzurro alle tre cime montagnose di verde accollate da un sole d'oro nascente per metà. Ai piedi delle tre cime montagnose una fascia di azzurro ondeggiante Gonfalone: Drappo di azzurro… |                      |
|        | Telese Terme Gonfalone: drappo partito di giallo e di azzurro… |                      |
|        | Tocco Caudio Leone rampante con ramoscello d'ulivo tra le zampe e la scritta –Universitas Castri Tocci sorretto da un ramoscello d'ulivo e ramoscello di quercia Gonfalone: Forma regolamentare di colore blu caricato con leone d'oro rampante e corona e ramoscello d'ulivo tra le zampe e la scritta –Universitas Castri Tocci sorretto da un ramoscello d'ulivo e ramoscello di quercia |                      |
|        | Torrecuso Rappresentato, su sfondo argento, da un castello rosso con due finestre, mattonato di nero, munito di tre torri, ciascuna con una finestra, merlate alla guelfa di tre, il tutto sormontato dall'ombra di sole rosso, meridiana con sette raggi d'oro, e circondato, a destra da ramo di alloro e a sinistra da ramo di quercia, legati con nastro tricolore Gonfalone: un drappo partito di rosso e di nero caricato dello stemma sopra descritto ed ornato di ricchi fregi d'argento, con l'iscrizione centrata in alto, sullo stemma, in argento: COMUNE DI TORRECUSO. Le parti in metallo ed i cordoni sono argentati |                      |
|        | Vitulano Scudo con bordo dorato e con sovrastante una corona turrita, anch'essa dorata. Al centro dello scudo di profilo, è rappresentato un vitello bianco col capo rivolto a sinistra in prato verde e fondo azzurro Gonfalone: Drappo di bianco… |                      |